# Eduardo Sívori
Pour les articles homonymes, voir Sivori.
Eduardo Sívori, né le 13 octobre 1847 à Buenos Aires et décédé le 5 juin 1918 dans la même ville en Argentine, est un peintre réaliste argentin. 

## Biographie
Eduardo Sívori naît à Buenos Aires en 1847 dans une famille de marchands originaire de la région de Gênes. Attiré par l'art dans sa jeunesse, il est invité par son père au début des années 1870 à participer à un voyage d'affaires à Paris et en profite pour fréquenter les ateliers d'arts parisiens. 

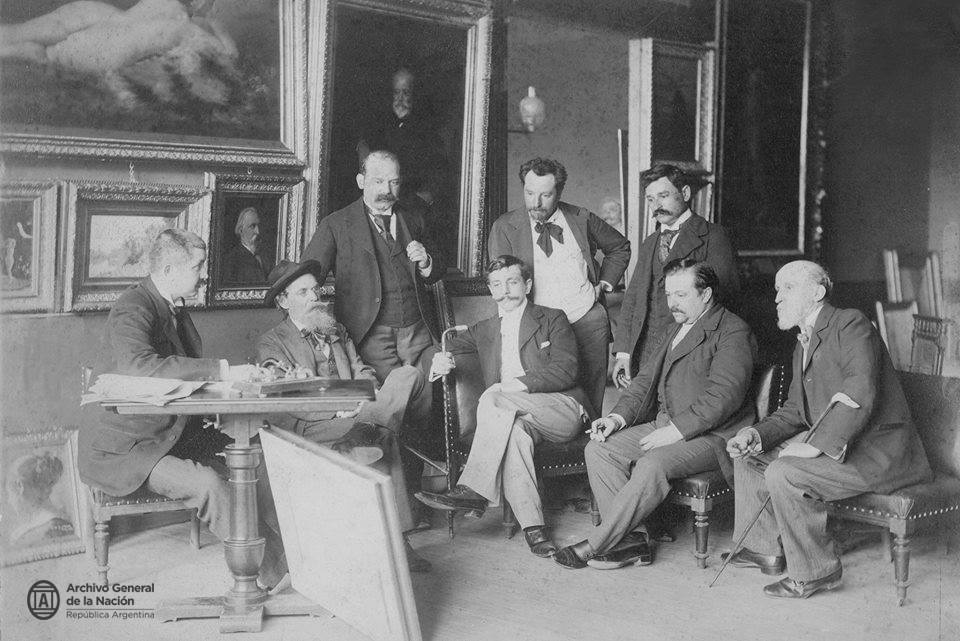
Les membres de la Sociedad Estímulo de Bellas Artes en 1893.

De retour à Buenos Aires, il commence sa formation auprès des peintres Francesco Romero, Ernest Charton et Giuseppe Aguiari (it). En compagnie de son frère Alejandro et d'autres artistes, comme Aguiari ou Eduardo Schiaffino (en), il participe à la fondation de la Sociedad Estímulo de Bellas Artes de Buenos Aires en 1876. En 1882, en compagnie d'Alfred Paris, il part pour la ville de Paris. Il fréquente l'académie Colarossi et étudier auprès des peintres Louis-Joseph-Raphaël Collin, Pierre Puvis de Chavannes et Jean-Paul Laurens. En 1884, il remporte une médaille d'or lors de l'exposition annuelle de Saint Louis (en). En 1887, il participe au Salon des artistes français avec le tableau Le Lever de la bonne, un nu féminin qui suscite des commentaires disparates dans la presse française et à Buenos Aires ou le tableau est ensuite exposé à la Sociedad Estímulo de Bellas Artes. Il participe à nouveau au salon en 1888 avec les tableaux La Mort d’un paysan et Sans famille, en 1889 avec les tableaux Dolce far niente et Femmes médécins et en 1890 avec les tableaux Près du feu et Alouette de barrière. Il participe à l'exposition universelle de Paris la même année et rentre deux ans plus tard à Buenos Aires.
En 1892, il participe à la fondation de l'Ateneo, une salle d'art et d'exposition, ou il expose par la suite plusieurs de ces œuvres. En parallèle à sa carrière de peintre, il travaille alors comme professeur et est l'un des premiers artistes du pays à utiliser la gravure à l'eau-forte. En 1905, il organise le transfert de la gestion de la Sociedad Estímulo de Bellas Artes de Buenos Aires au gouvernement argentin, prélude de ce qui deviendra par la suite l'académie des beaux-arts de Buenos Aires. Le peintre Ernesto de la Cárcova devient le président de l'institution et Sivori occupe alors le poste de directeur adjoint. Il quitte son poste en 1908, tout en restant chargé de certains cours. Il travaille ensuite à l'organisation de l'Exposición Internacional del Centenario (en) qui a lieu dans la capitale argentine en 1910.
Au cours de sa carrière, il signe des peintures de paysage, avec une préférence pour les plaines de la pampa argentine, des portraits, des nues et des scènes de genre. Il meurt à Buenos Aires en 1918 et est enterré au cimetière de la Chacarita. En 1938, le nouveau musée de la ville de Buenos Aires, le Museo de Artes Plásticas Eduardo Sívori (es), est nommé en son honneur.
Ces œuvres sont notamment visibles ou conservées au Museo de Artes Plásticas Eduardo Sívori (es) et au musée national des Beaux-Arts de Buenos Aires et au Juan B. Castagnino Fine Arts Museum (en) de Rosario.

## Œuvres

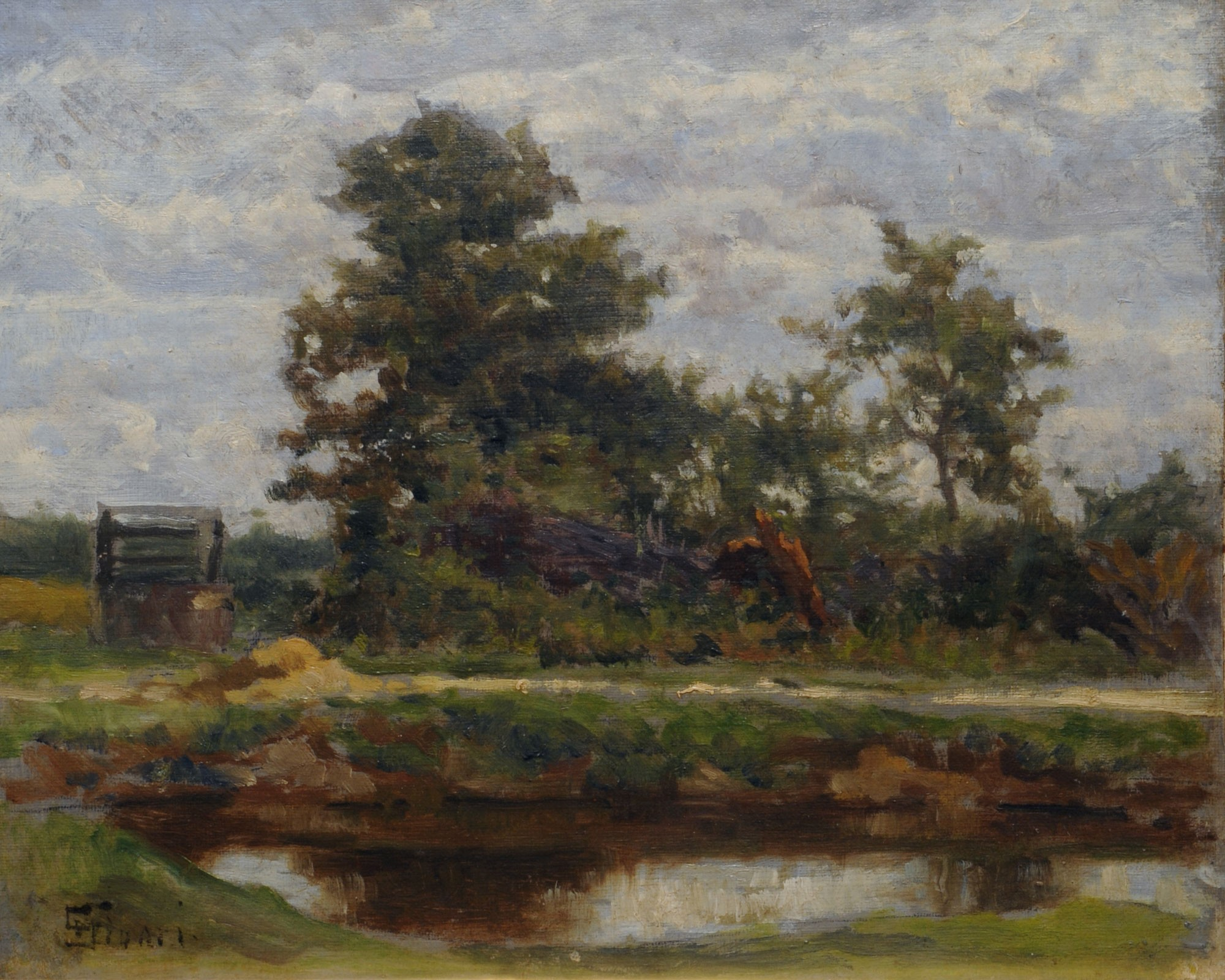
Paisaje, sans date, Musée national des Beaux-Arts de Buenos Aires
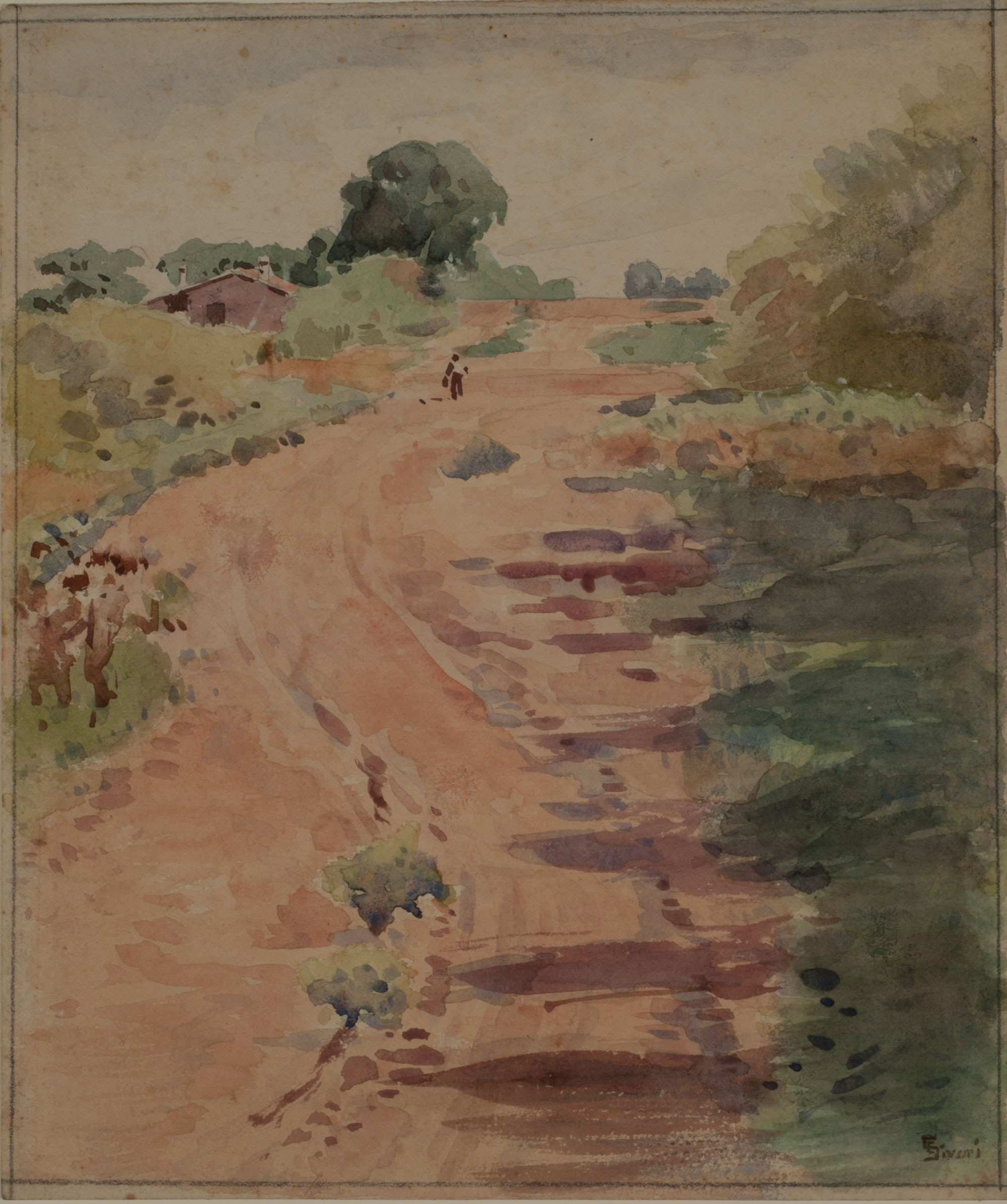
Una calle en Billinghurst, sans date, Musée national des Beaux-Arts de Buenos Aires
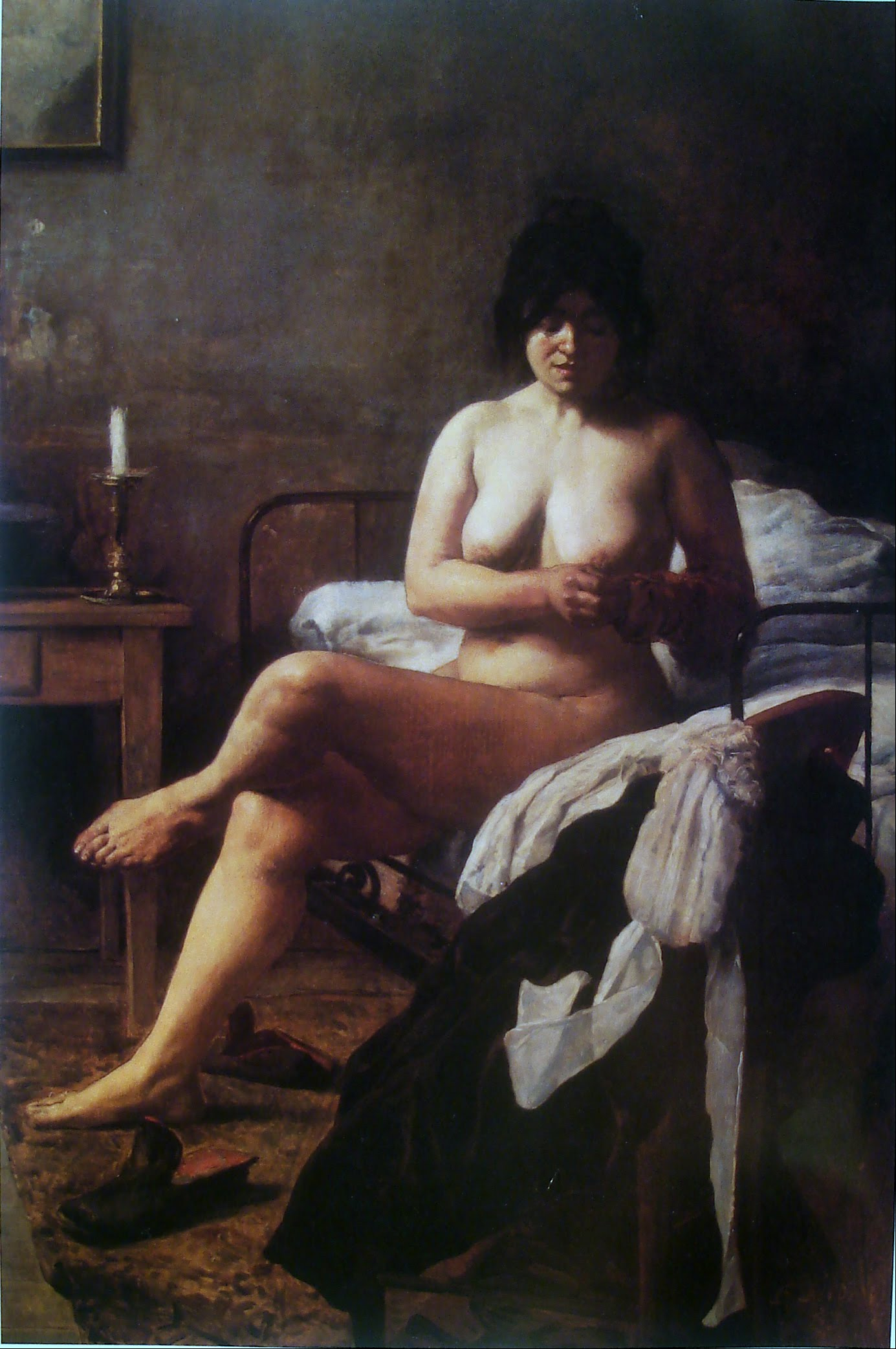
Le Lever de la bonne, 1887, Musée national des Beaux-Arts de Buenos Aires
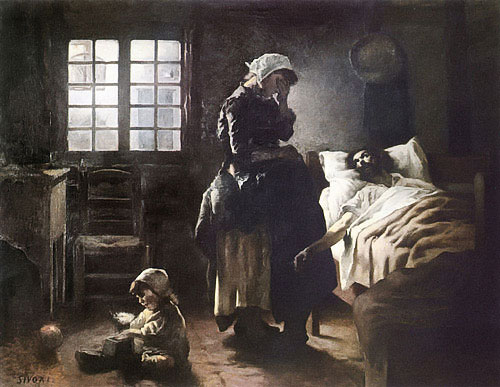
La Mort d'un Paysan, 1888, Musée national des Beaux-Arts de Buenos Aires
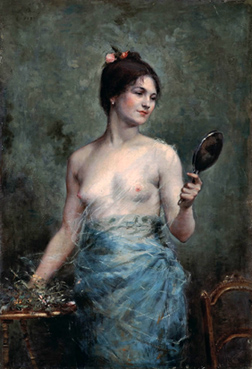
La Mujer y el Espejo, 1889, Juan B. Castagnino Fine Arts Museum (en)
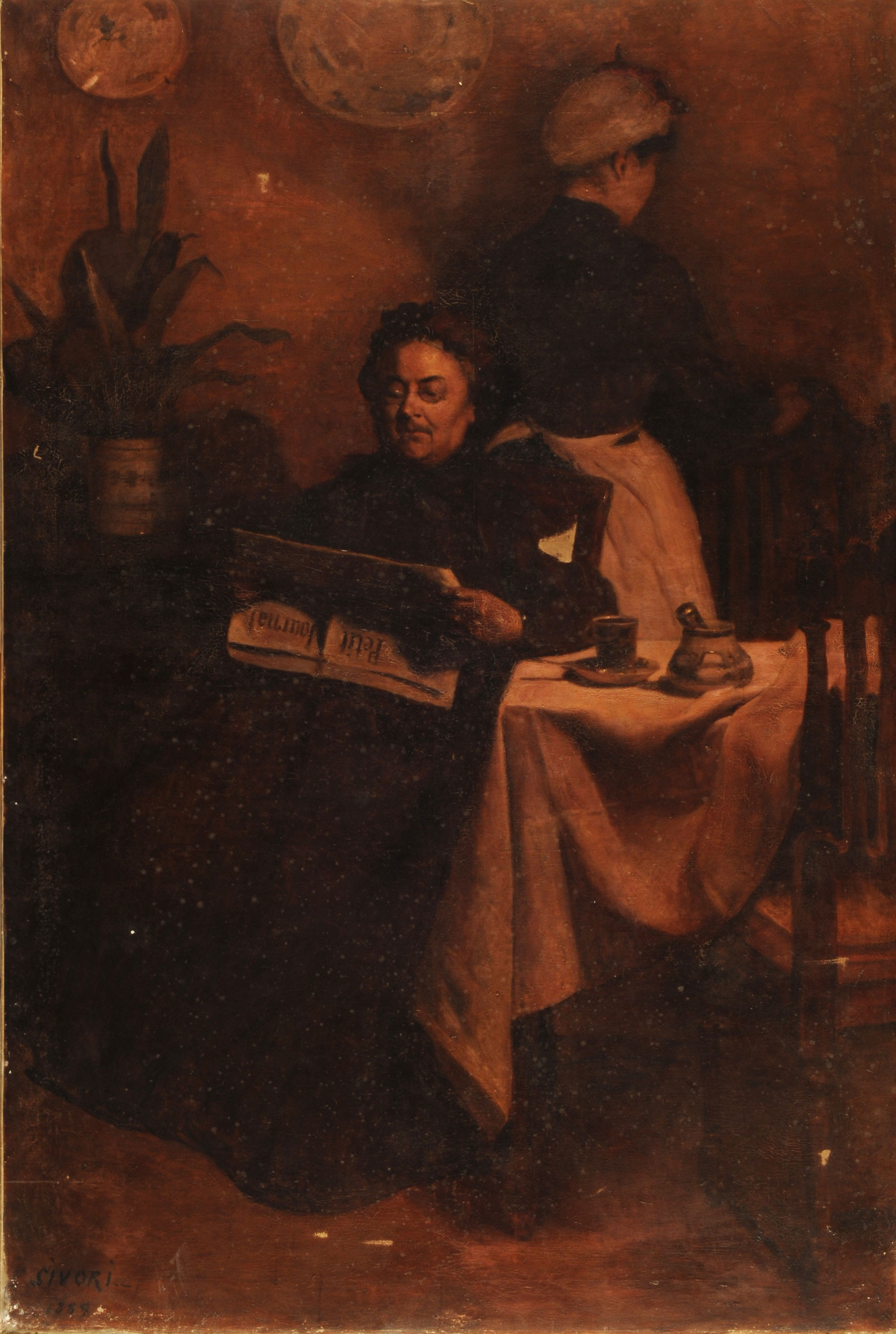
La Petite Rentière, 1889, Musée national des Beaux-Arts de Buenos Aires
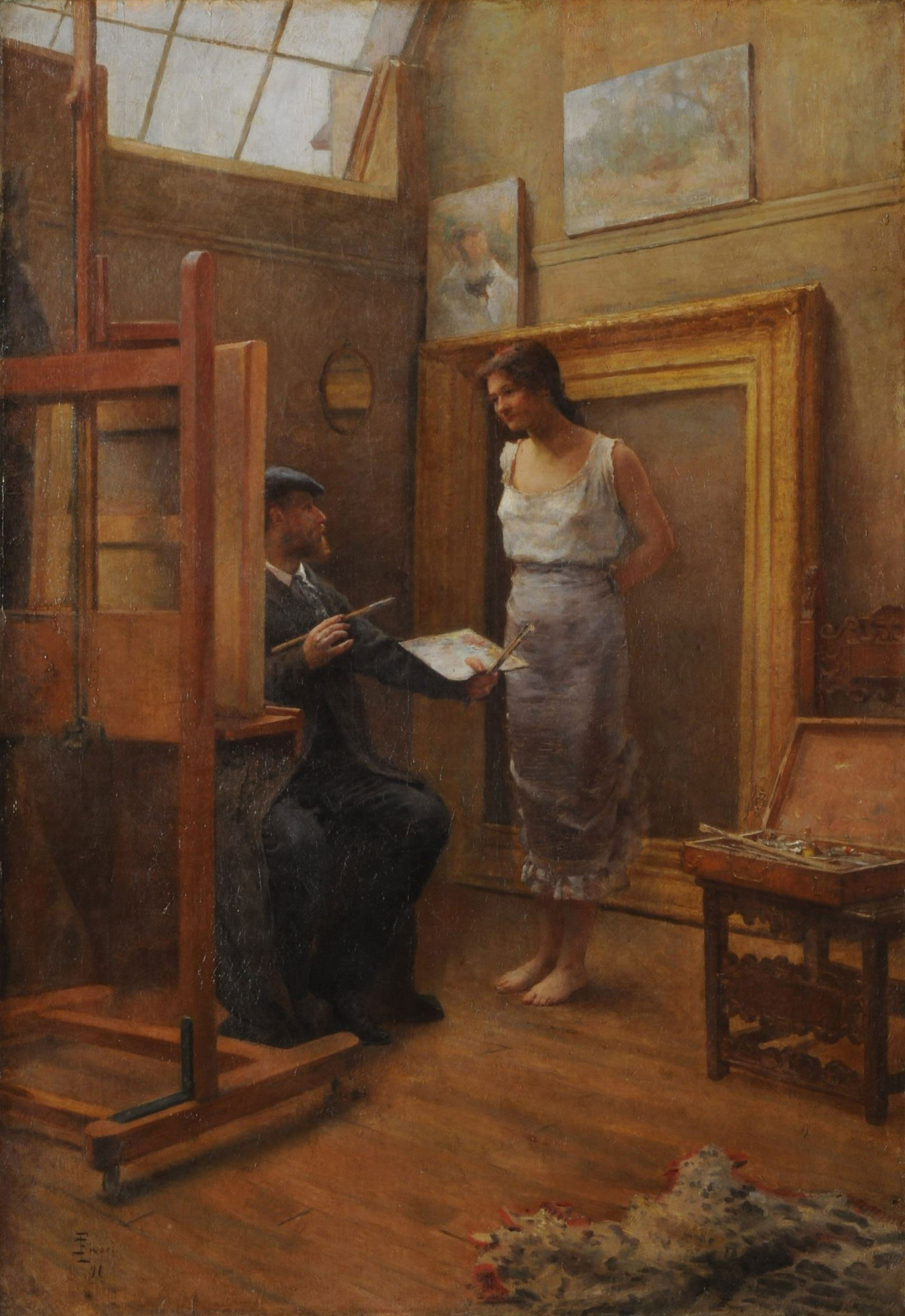
En el taller, 1891, Musée national des Beaux-Arts de Buenos Aires
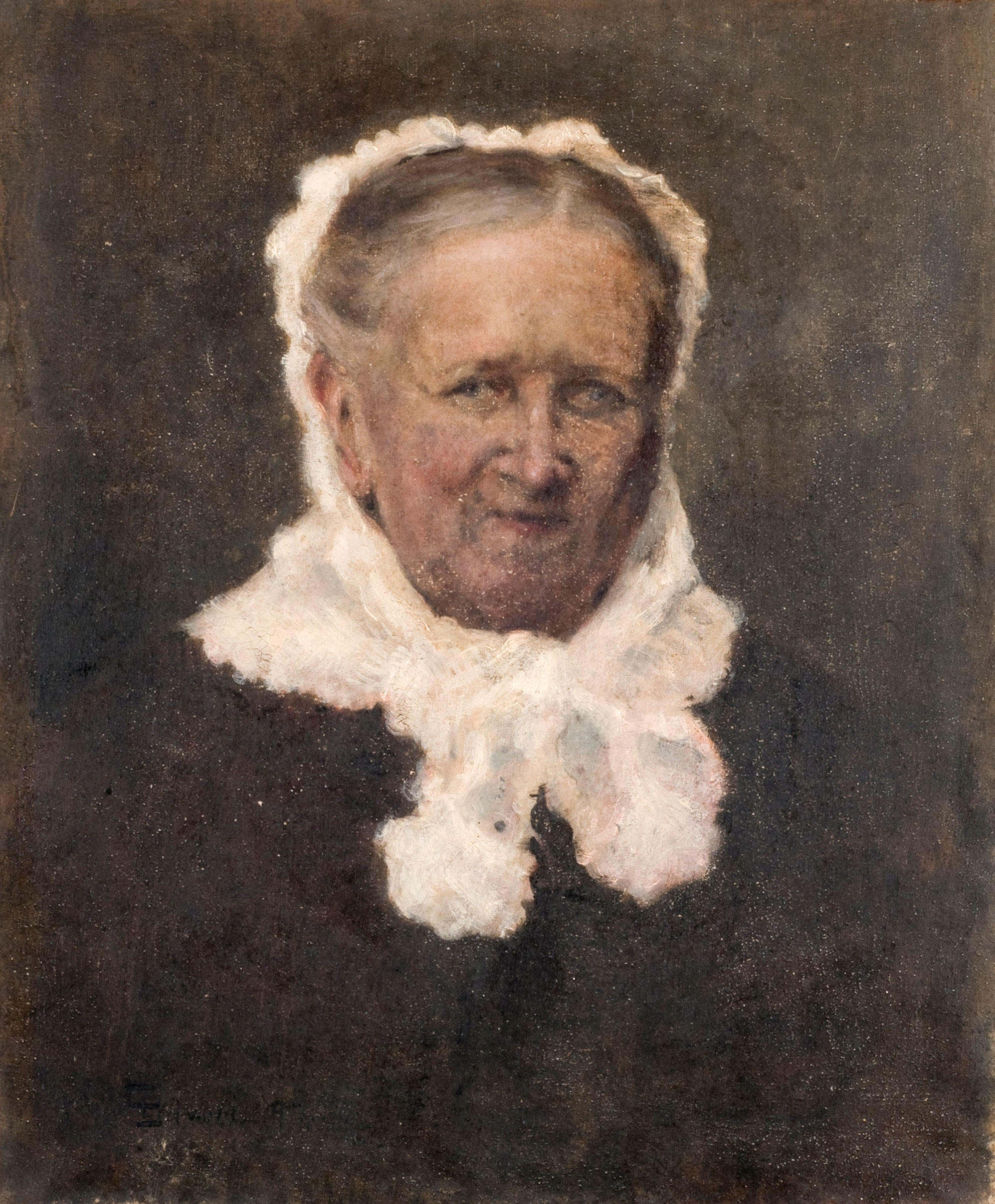
Retrato de Doña Ignacia Martinez de Hoz de Casares, 1897, Musée national des Beaux-Arts de Buenos Aires
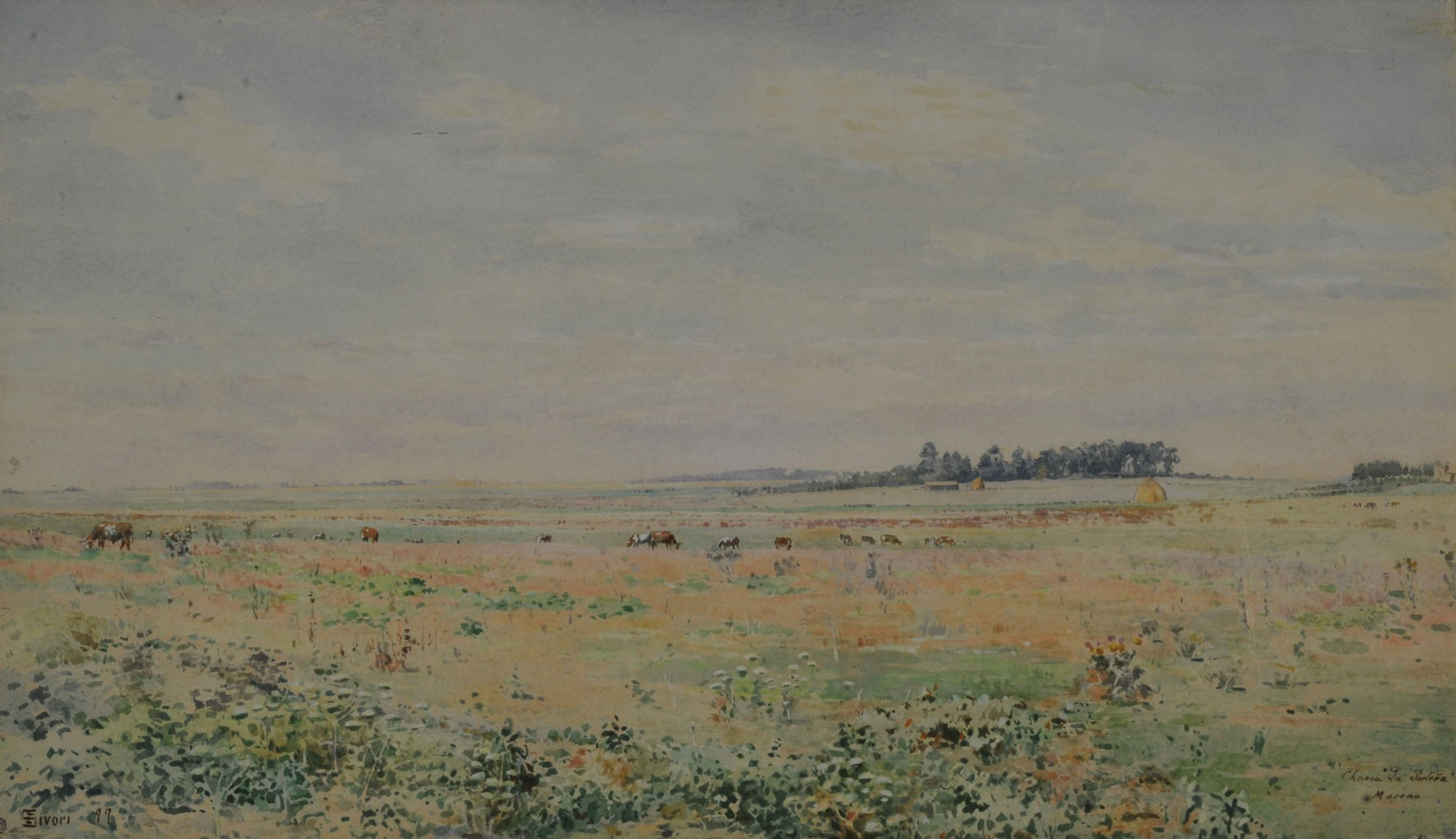
Pampa o Chacra La Porteña, Moreno, 1899, Musée national des Beaux-Arts de Buenos Aires
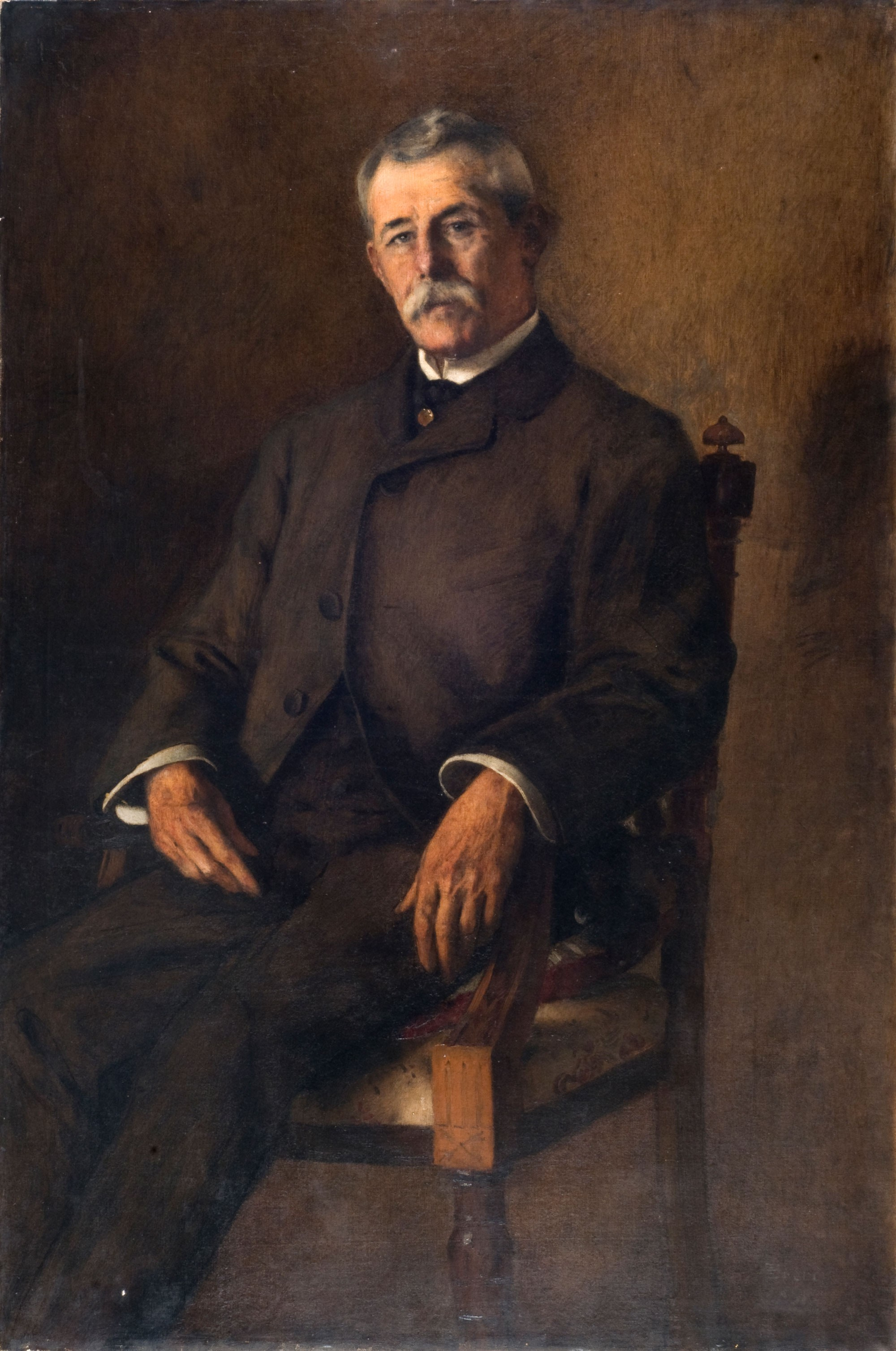
Retrato del Señor Sivori, 1901, Musée national des Beaux-Arts de Buenos Aires
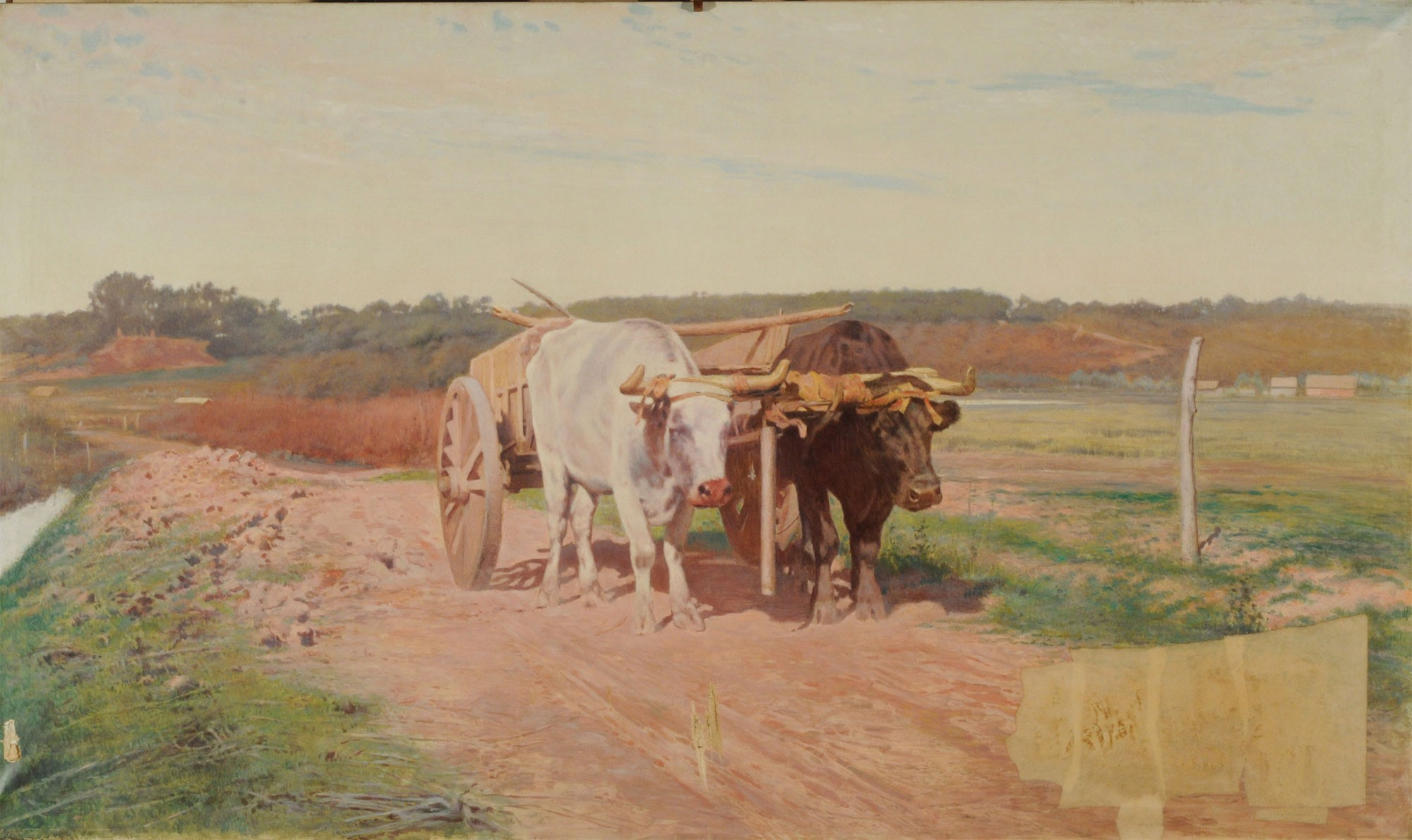
A la querencia, 1903, Musée national des Beaux-Arts de Buenos Aires
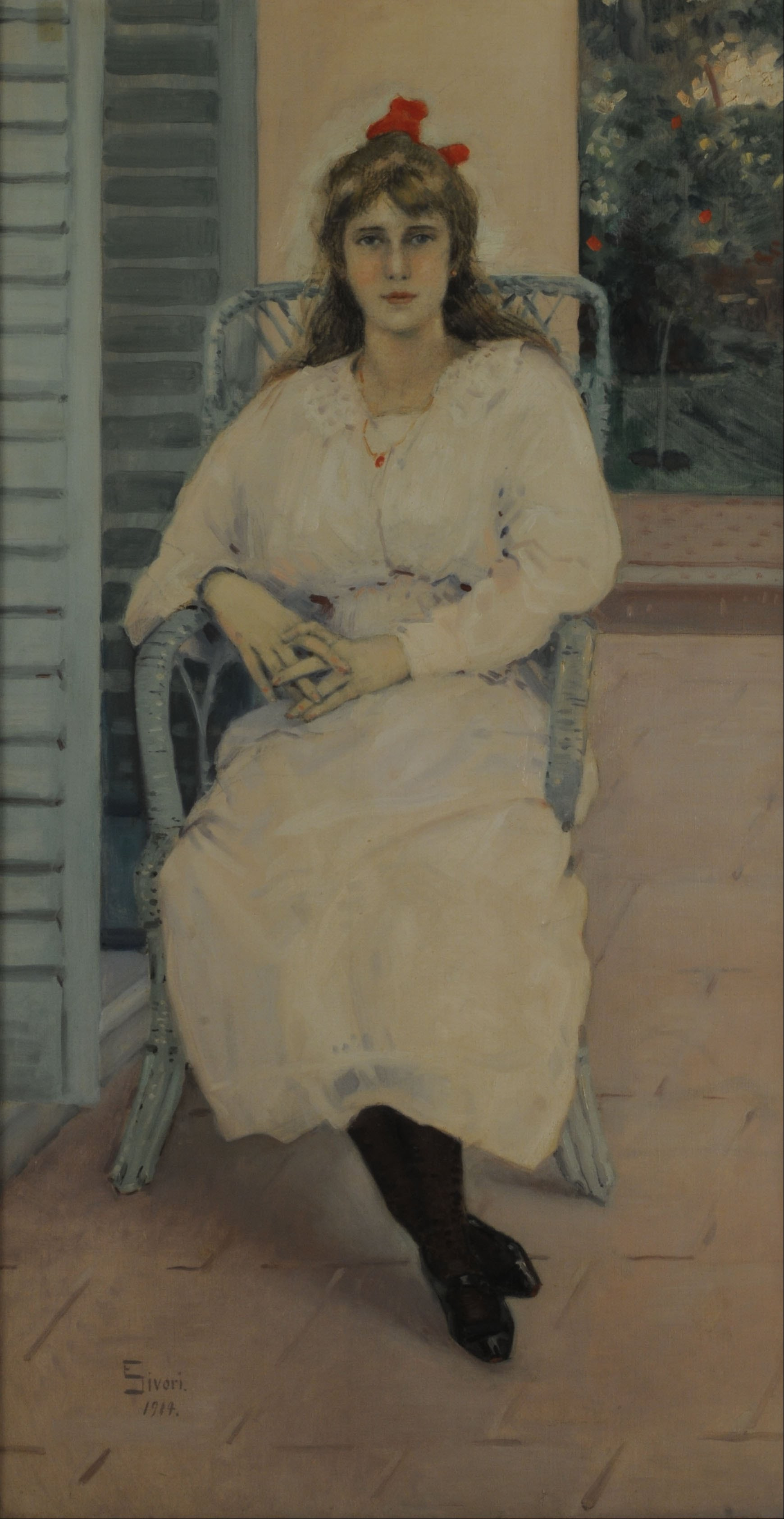
Primavera, 1914, Musée national des Beaux-Arts de Buenos Aires
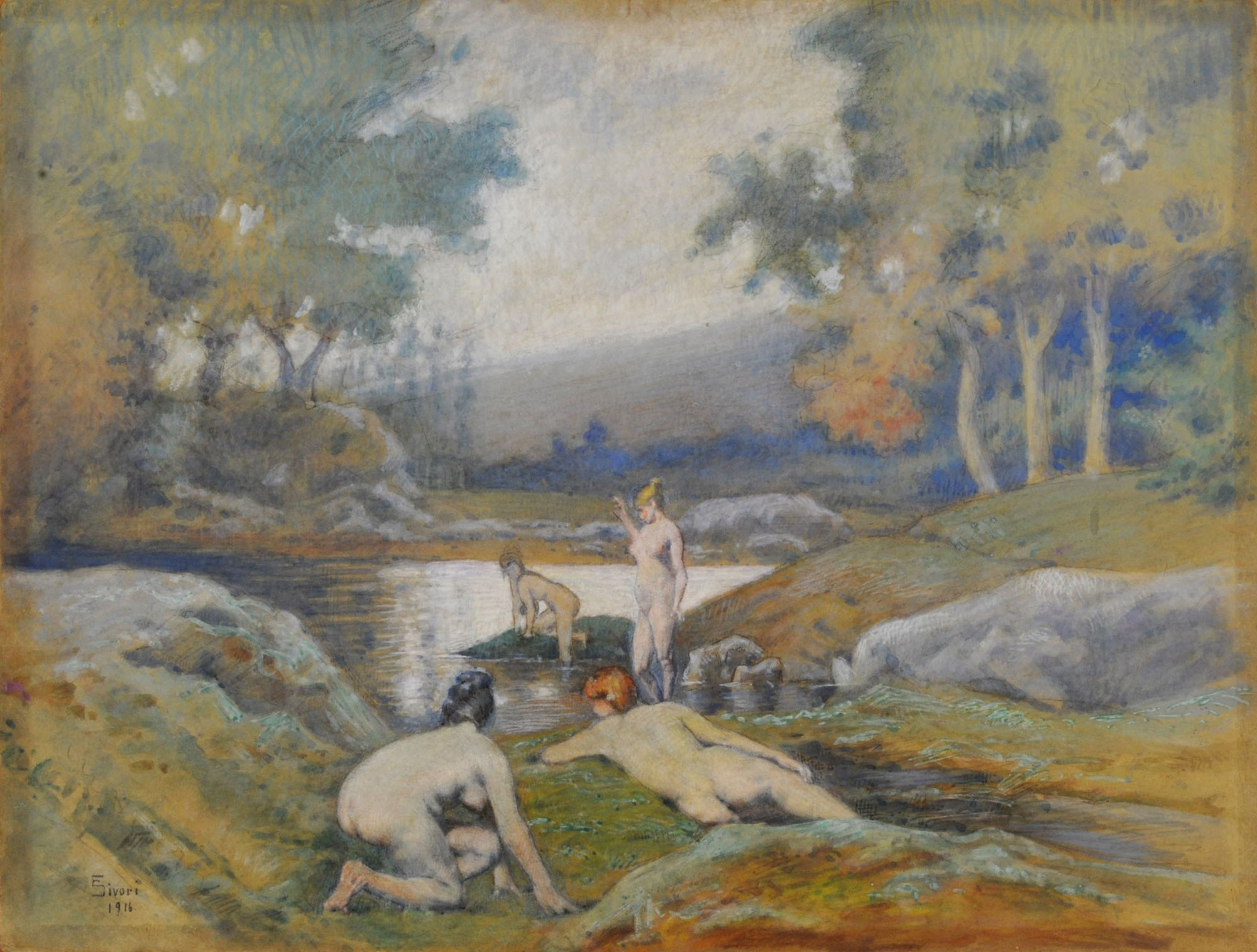
Mujeres bañándose, 1916, Musée national des Beaux-Arts de Buenos Aires
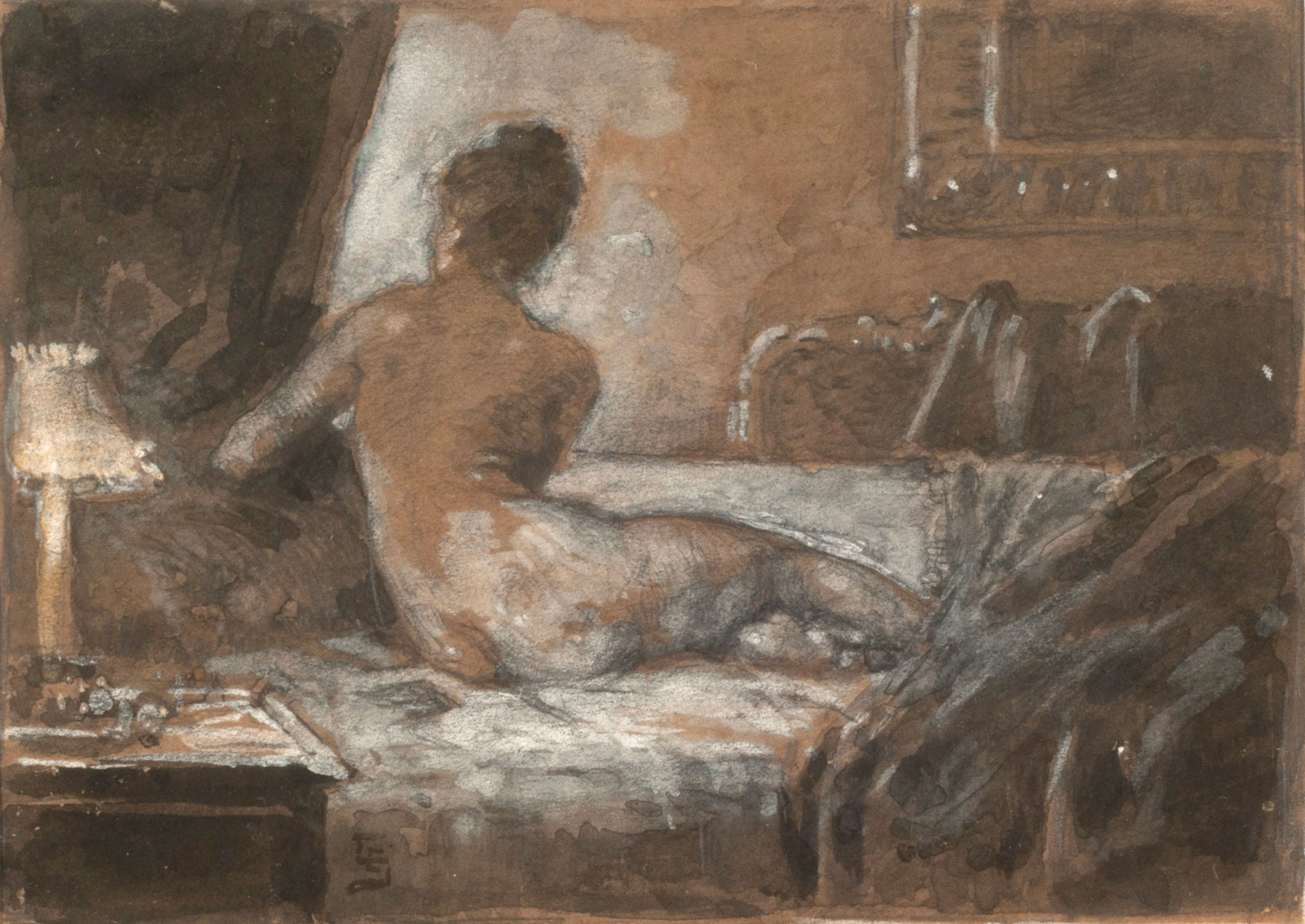
Estudio, sans date, Musée national des Beaux-Arts de Buenos Aires
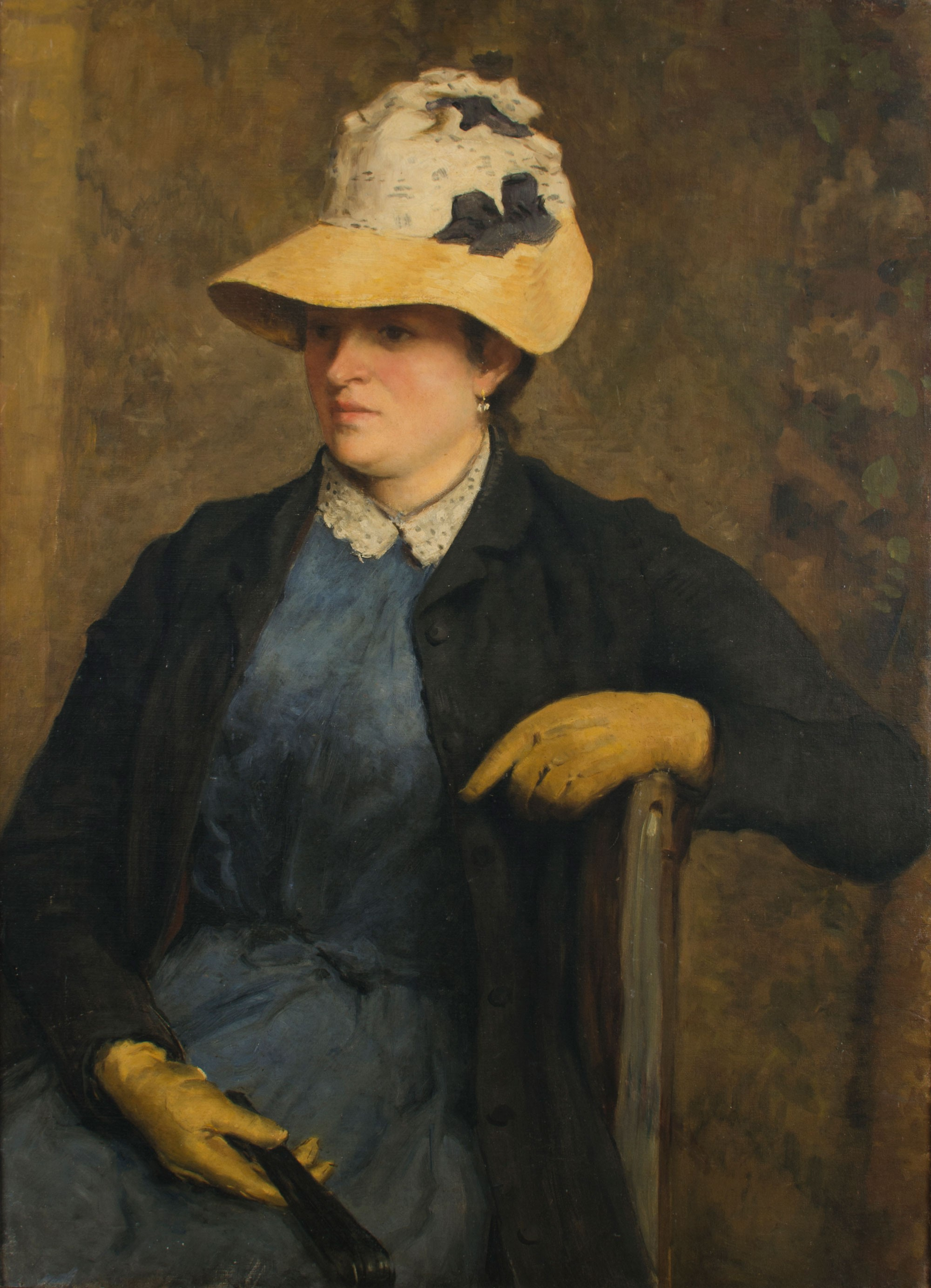
Entre dos luces (Estudio), sans date, Musée national des Beaux-Arts de Buenos Aires